# مایرز کورنر (نیویورک)
مایرز کورنر (به انگلیسی: Myers Corner) یک منطقهٔ مسکونی در ایالات متحده آمریکا است که در شهرستان داچس، نیویورک واقع شده‌است. مایرز کورنر ۱۳٫۱ کیلومتر مربع مساحت و ۶٬۷۹۰ نفر جمعیت دارد و ۶۶ متر بالاتر از سطح دریا واقع شده‌است.